# Colonna sonora

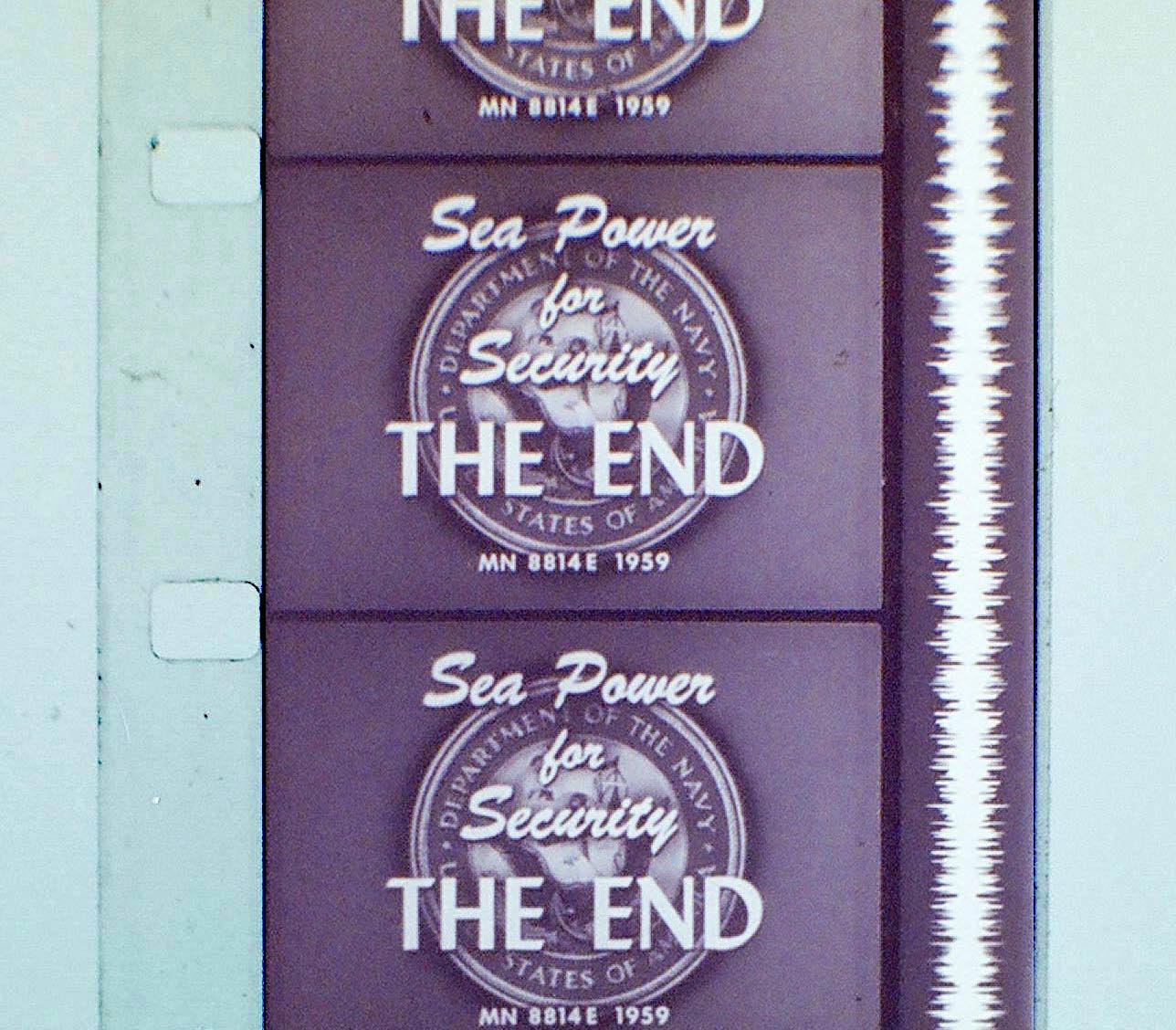
Film da 16 mm che mostra una colonna sonora "area variabile" a destra

La colonna sonora è la parte audio di un film, composta dal dialogo, dagli effetti sonori e dalla musica, miscelati insieme, ed inserita come traccia (mono, stereo o multicanale) sincronizzata alle immagini (fotogrammi), impressionando una parte della pellicola cinematografica (colonna), ricreando la forma dei segnali audio che verranno letti da un apposito dispositivo del proiettore, trasformandosi poi in suoni da diffondere nella sala cinematografica, durante la proiezione del film. Per ciò che riguarda il lato tecnico, è l'impronta del sonoro, posizionata in una delle colonne disponibili nella pellicola.
Più in generale, la colonna sonora è la parte artistica sonora del film o di un'opera audiovisiva, ed è strutturata in modo che abbia un nesso logico con le immagini che si susseguono nei film, o potrebbe anche solamente ispirarsi al tipo di musica che viene girata nel territorio in cui è registrato il film, oppure potrebbe anche non avere un nesso logico, ma essere comunque presente.
In un'accezione più ristretta e impropria, la colonna sonora è vista soltanto come "la musica" di un'opera composta da immagini e suoni: in questo senso è talvolta indicata con la sigla inglese OST (original soundtrack, "traccia sonora originale", dove "originale" indica che è stata composta espressamente per una determinata opera, ma non è sempre così). Le sole musiche di un film (che siano originali o meno) in gergo tecnico cinematografico vengono dette anche "colonna musicale", a differenza delle colonne per i dialoghi e gli effetti sonori.

## Etimologia
Il termine "colonna sonora" nasce in ambito cinematografico, dove il sonoro del film veniva "registrato", otticamente o magneticamente (più raro), sulla pellicola cinematografica, in senso longitudinale di scorrimento, in un'area ben delimitata (e verticale come una colonna) che può essere chiamata "colonna". Per estensione, con "colonna sonora" s'intendono i contenuti sonori registrati in tale area (o tali aree), significato che in seguito è diventato quello più utilizzato e conosciuto e che si è esteso a una qualunque opera composta da immagini e suoni.

## Cinema
Precedentemente all'innovazione tecnica del sonoro, i film muti di particolare rilevanza e successo erano proiettati con un accompagnamento musicale eseguito in diretta da un'orchestra presente in sala, o più spesso con un accompagnamento al pianoforte. Le musiche eseguite erano però musiche di repertorio, senza particolari legami con il film, non pensate e composte espressamente.
La prima colonna sonora espressamente realizzata per un film fu scritta per il film Cabiria del 1914, ad opera dei compositori Ildebrando Pizzetti e Manlio Mazza. Il film, proiettato negli USA nel 1915, fu talmente apprezzato da spingere alla realizzazione di un accompagnamento musicale anche per il film Nascita di una nazione del 1916, prima colonna sonora (realizzata da Joseph Carl Breil) per un film statunitense, mentre la vendita di colonne sonore di film divenne la norma a partire dagli anni Trenta.
Alcune musiche per film sono rimaste memorabili nella storia del cinema. Alcuni sodalizi celebri tra compositori e registi sono diventati tratto distintivo della filmografia di questi ultimi: si pensi a Sergej Prokofiev per Sergei Eisenstein, Bernard Herrmann per Alfred Hitchcock, Nino Rota per Federico Fellini, Piero Piccioni per Francesco Rosi ed Alberto Sordi, Armando Trovajoli per Dino Risi ed Ettore Scola, Ennio Morricone per Sergio Leone e per Giuseppe Tornatore, Danny Elfman per Tim Burton, John Williams per Steven Spielberg e per George Lucas, Zbigniew Preisner per Krzysztof Kieślowski, Joe Hisaishi per Hayao Miyazaki, Nicola Piovani per Roberto Benigni o Angelo Badalamenti per David Lynch e Hans Zimmer per Christopher Nolan
.

## Psicologia della musica: studi sulle colonne sonore
Dal finire degli anni '80 del 900, la psicologia cognitiva e la psicologia della musica hanno iniziato a occuparsi dell'impatto che la colonna musicale ha sull'interpretazione di stimoli audiovisivi. La psicologa canadese Annabel J. Cohen è stata tra i primi a studiare in maniera sistematica la relazione tra musica ed immagini nell'interpretazione di brevi video animati. Studi empirici più recenti hanno dimostrato che la colonna musicale costituisce molto più che un mero accessorio emotivo; al contrario, la musica è in grado di alterare radicalmente l'empatia che lo spettatore prova per i personaggi in scena, le emozioni ad essi attribuiti, la valutazione dell'ambiente scenico e le anticipazioni sulla trama. In più, studi che utilizzano la tecnica del tracciamento oculare (eye-tracking) e della pupillometria hanno dimostrato che la musica è in grado di influenzare sia la direzione dello sguardo che la dilatazione pupillare. Recentemente, nuovi esperimenti hanno dimostrato che la colonna sonora può di alterare la percezione del tempo durante la visione di una scena e anche la memoria che gli spettatori conservano degli oggetti e dei personaggi visti.

## Videogiochi
Nei videogiochi inizialmente le colonne sonore venivano prodotte dallo stesso team di sviluppo del software. In seguito le case di produzione si sono affidate ad artisti esterni, alcuni dei quali molto rinomati e provenienti spesso dal cinema. Le colonne sonore solitamente sono pubblicate su CD o messe in vendita su canali di distribuzione online.
Proprio come nella storia del cinema, alcune colonne sonore videoludiche hanno ricevuto valutazioni e giudizi estremamente positivi da parte di vari siti web e riviste. Questa è la lista dei videogiochi lodati per le loro colonne sonore:
- Super Mario Bros. (Kōji Kondō, 1985)[14][15]
- The Legend of Zelda (Kōji Kondō, 1987)[14]
- Mega Man 2 (Takashi Tateishi, 1988)[14][16]
- Streets of Rage (Yuzo Koshiro, 1991)[14][17]
- Final Fantasy VI (Nobuo Uematsu, 1994)[14][15][16][18][19][20]
- Chrono Trigger (Nobuo Uematsu e Yasunori Mitsuda, 1995)[18][21][22]
- Castlevania: Symphony of the Night (Michiru Yamane, 1997)[14]
- The Legend of Zelda: Ocarina of Time (Kōji Kondō, 1998)[14][23]
- Xenogears (Yasunori Mitsuda, 1998)[18][24]
- Chrono Cross (Yasunori Mitsuda, 1999)[18][25]

Tra queste, la colonna sonora di Final Fantasy VI è stata nominata dai siti web Soundtrack Central e GameSpot la migliore dei videogiochi.

## Etichette italiane per dischi di colonne sonore (1960-2004)
- Aguamanda (1973-1977), fondata da Augusto Martelli
- Ariete (1968-1976), piccola etichetta di sole colonne sonore
- Aris (1974-1979), fondata da Aldo Pomilia
- Ariston (1972), una sola colonna sonora per uno sceneggiato di Renato Castellani sulla figura e l'opera di Leonardo da Vinci
- AVCO Embassy (1969), casa di distribuzione cinematografica americana diretta da Joseph E. Levine che produsse la colonna sonora per un film di Vittorio De Sica, I girasoli, con Sophia Loren
- BAM (etichetta italiana)
- Barclay
- Beat Records Company (1967), fondata da Franco De Gemini
- Bradley
- C.A.M. (1962)
- Carosello Records
- CBS
- Fonit Cetra
- CGD
- Cididas
- Cinevox (1963)
- Clan Celentano (1964, per i film diretti da Adriano Celentano)
- Columbia (La conquista del West, The Voices Eleven)
- Cometa Edizioni Musicali (1968-1979)
- DET (1969) fondata dalla famiglia Campi
- Digitmovies AE si occupa del recupero e restauro delle colonne sonore del cinema Italiano
- DTV
- Durium
- Edibi
- Emi Italiana
- Gemelli (1968-1975), fondata da Piero Umiliani
- General Music (1972-1978), fondata da Ennio Morricone, Luis Bacalov, Armando Trovajoli, Piero Piccioni
- GML
- Hard
- IM
- International
- Joker, distribuita dalla S.A.A.R. di Milano
- Jolly
- Liuto
- OFF
- Omicron Records
- Parade (1965-1970)
- Pegaso Records
- Philips (1960), la prima in assoluto a pubblicare colonne sonore di film italiani
- Pull, fondata da Bruno Zambrini e Gianni Meccia
- RCA Italiana (1948-1987)
- Sagittario
- Sermi
- Smash
- Sound Work Shop
- Surf (1965)
- Titanus (1963), casa di produzione cinematografica, produsse e distribuì una colonna sonora per Il Gattopardo di Luchino Visconti
- Vedette
- Vis Radio
- Vogue
- Vroom

## Etichette italiane specializzate in colonne sonore
- Beat Records Company
- Black Cat Records (2001-2002)
- CAM Sugar
- Cinedelic (2001-2002)
- Cinevox Record
- Dagored (2000)
- Digitmovies AE
- GDM Music
- Intermezzo Media
- Plastic 1997-2001